# Botany Bay

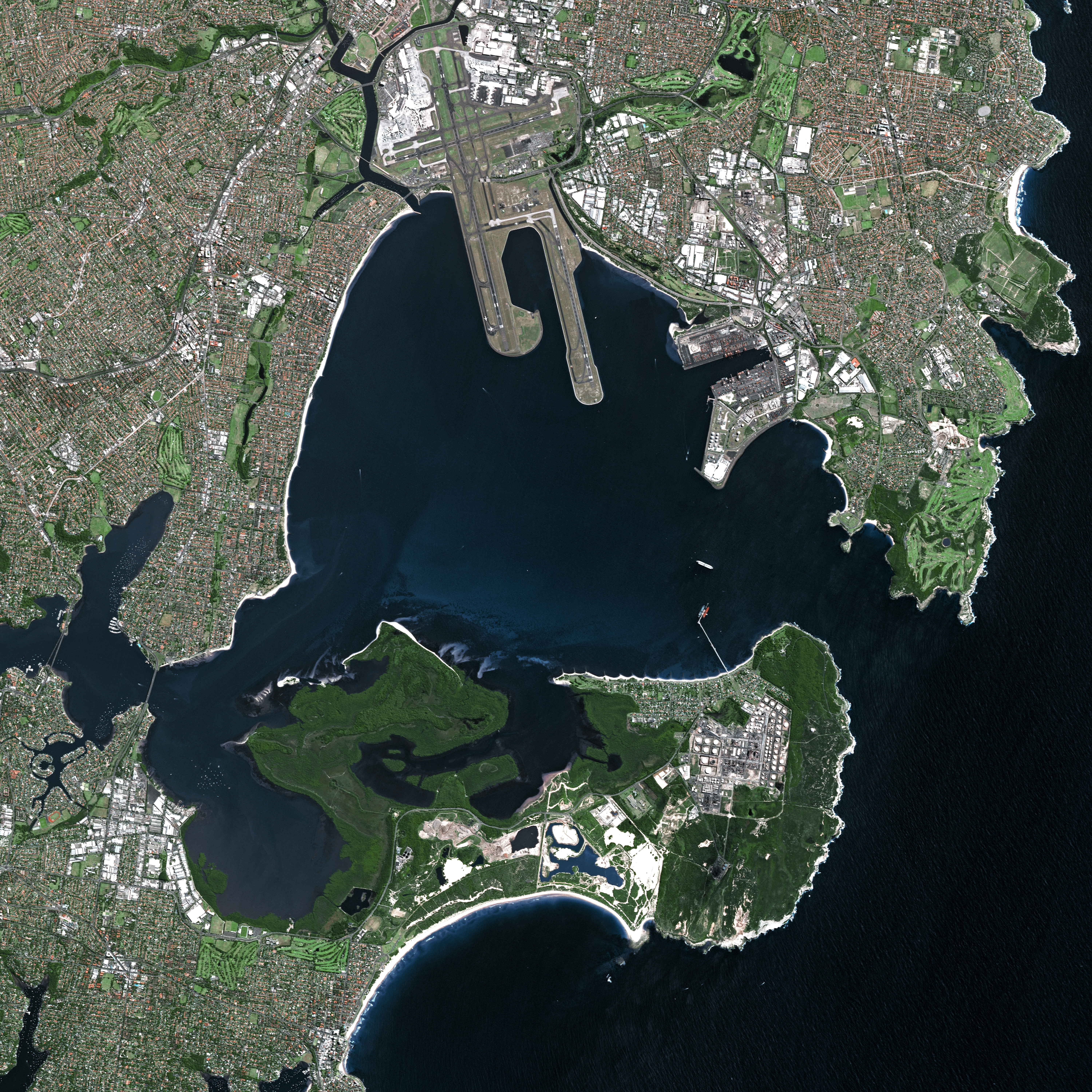
La Botany Bay fotografata dal satellite SPOT 1210

Botany Bay (in italiano: Baia della Botanica) è una baia di Sydney (Australia) situata pochi chilometri a sud del quartiere finanziario centrale.
Nel 1770 vi attraccò per la prima volta James Cook giunto con la HM Bark Endeavour nella sua famosa prima spedizione nel Pacifico. Segnò l'inizio dell'interesse britannico verso l'Australia e della sua colonizzazione; è conosciuta principalmente come sede dell'Aeroporto Internazionale Kingsford Smith, il più grande d'Australia.

## Storia
I primi europei che visitarono la baia furono i membri dell'equipaggio dell'Endeavour il 29 aprile del 1770, quando sbarcarono sulla penisola meridionale di Kurnell entrando in contatto con gli aborigeni locali. In principio Cook diede alla baia il nome di Stingray Harbour. In seguito venne ribattezzata Botany Bay per la diversità di nuove specie di piante e animali scoperti e catalogati dal botanico della spedizione, Sir Joseph Banks. Banks fu impressionato dal posto e lo propose come sede ideale per una colonia britannica.
Il 19 gennaio 1788 il capitano Arthur Phillip condusse la Prima Flotta nella baia per fondarvi una colonia penale. Arrivando in un'altra stagione, trovò tutta la regione cambiata: arida e inospitale. Phillip riprese la navigazione e risalì di qualche chilometro la costa, dove trovò un punto migliore nella baia di Port Jackson.
Il 26 gennaio, mentre erano ancora all'ancora nella baia, i Britannici incontrarono la spedizione d'esplorazione francese di Jean-François de La Pérouse. Preoccupati che i francesi potessero batterli sul tempo, i coloni salparono quello stesso pomeriggio per fondare un insediamento a Sydney Cove.
Nonostante lo spostamento, per molti anni a venire la colonia penale australiana sarebbe stata conosciuta con il nome di "Botany Bay" in Inghilterra, per esempio nelle ballate dei carcerati. (nel 1789 furono condotte lì svariate prostitute ed esiliate sulla nave Lady Jordan da Londra).
La disponibilità di acqua dolce nella zona portò all'espansione della popolazione nel XIX secolo. Il piccolo Mascot Aerodrome crebbe e divenne l'aeroporto Kingsford Smith di Sydney. Port Botany fu costruito nel 1930 ed è oggi un terminal per container. City of Botany Bay è il nome dell'area di governo locale che comprende i sobborghi confinanti con la baia. Prima del 1996 si chiamava Municipality of Botany.

## Amministrazione

### Gemellaggi
- Gaiarine, dal 1982

## Riferimenti
- Botany Bay è la destinazione del protagonista della popolare canzone folk irlandese The Fields of Athenry.
- SS Botany Bay è il nome dell'astronave del superuomo tiranno Khan Noonien Singh nella serie Star Trek.
- Botany Bay viene citata in The Hateful Eight nella canzone di Daisy Domergue.